# Manuel Muñoz Ramírez
Manuel Muñoz Ramírez, més conegut com a Manolito, és un exfutbolista andalús. Va nàixer a Chiclana de la Frontera el 25 de febrer de 1961. Ocupava la posició de migcampista.

## Trajectòria
Sorgeix del planter del Cadis CF. Consolidat al primer equip a partir de 1979, va ser un dels jugadors clàssics del quadre gadità durant la dècada dels 80. Va disputar 158 partits i va marcar set gols amb el Cádiz a primera divisió, categoria en la qual debuta a la campanya 81/82.
Després de disputar només 10 partits, el migcampista deixa el Cadis CF en finalitzar la temporada 90/91. Posteriorment milita al CD San Fernando i al Chiclana CF.